# Cot Rheng
Cot Rheng är en kulle i Indonesien.   Den ligger i provinsen Aceh, i den västra delen av landet, 1 800 km nordväst om huvudstaden Jakarta. Toppen på Cot Rheng är 142 meter över havet.
Terrängen runt Cot Rheng är varierad.Runt Cot Rheng är det ganska tätbefolkat, med 90 invånare per kvadratkilometer. I omgivningarna runt Cot Rheng växer i huvudsak städsegrön lövskog.